# Gestor de terminología
Un gestor de terminología, también llamado gestor de bases terminológicas, es un programa de software compuesto de una base de datos extensible que permite la gestión —creación, extracción y modificación— de los datos por parte de los usuarios. 
Los gestores terminológicos profesionales mayoritariamente dan soporte a un modelo de categorías con una orientación onomasiológica a diferencia de los diccionarios electrónicos de léxico común cuyas unidades se organizan con una orientación semasiológica, esto es, en cada entrada o registro del diccionario se apuntan los diferentes valores semánticos. Así, mientras la lexicografía parte de la palabra para llegar al concepto, la terminología parte del concepto para llegar a su representación: el término (Maria Teresa Cabré, 1997). Esta orientación onomasiológica, es decir, del concepto al término puede derivar en un modelo orientado al término. 
Siguiendo la metodología ampliamente establecida en la gestión terminológica de entornos multilingües, se reconocen las ventajas de gestionar la terminología con una orientación al concepto (Melby et al., 2001); esto es, centrado en el significado y no en la representación terminográfica del concepto en cada lengua. De esta manera cada concepto será un nuevo registro que puede contar con diferentes términos en cada una de las lenguas. Así un concepto puede contener múltiples términos y variantes lingüísticas para un solo objeto, característica o acción.
Los gestores de terminología pueden estar o no integrados en sistemas de traducción asistida. En la mayoría de los casos, los gestores terminológicos han sido concebidos como herramientas de ayuda a la traducción que facilitan tanto la consulta de diccionarios temáticos como su gestión (Terminómetro, 1996). Así, la motivación de su diseño se basa en las necesidades del sector que consecuentemente desarrolla y aplica.
Los gestores de terminología profesionales como Multiterm o TermStar —ambos productos trabajan integrados en los sistemas de traducción asistida de Trados y STAR Transit respectivamente, aunque también trabajan como módulos autónomos— ofrecen funciones para: 
- importar datos permitiendo volcar el contenido de otros diccionarios electrónicos, bases de datos y archivos disponibles en diferentes formatos para convertir los datos a formatos de un entorno común para reutilizarlos a mayor velocidad;
- personalizar el perfil de usuario y la configuración de cada diccionario posibilitando la presentación de los datos según sus necesidades, sin pérdida de información. También cuentan con un modelo de categorías subyacente orientado al concepto y predefinido y/o con posibilidades de personalización en función de las necesidades;
- buscar y clasificar los datos terminológicos simplificando la gestión de la información que figura en el diccionario, según las preferencias del usuario;
- filtrar la información contenida en los registros de la base de datos posibilitando la visualización, de las partes del registro de datos que se deseen mostrar, por ejemplo, todas las lenguas o sólo las lenguas de partida y de llegada, con o sin información lingüística, con o sin encabezado.